# 蓬塔戈尔达 (加那利群岛)
蓬塔戈尔达（西班牙語：Puntagorda）是西班牙加那利群岛圣克鲁斯-德特内里费省的一个市镇。总面积31.1平方公里，总人口2009人（2017年），人口密度65人/平方公里。

## 人口
| 蓬塔戈尔达 (加那利群岛) |
|                         |
| 来源：加那利群岛统计局  |

## 图集

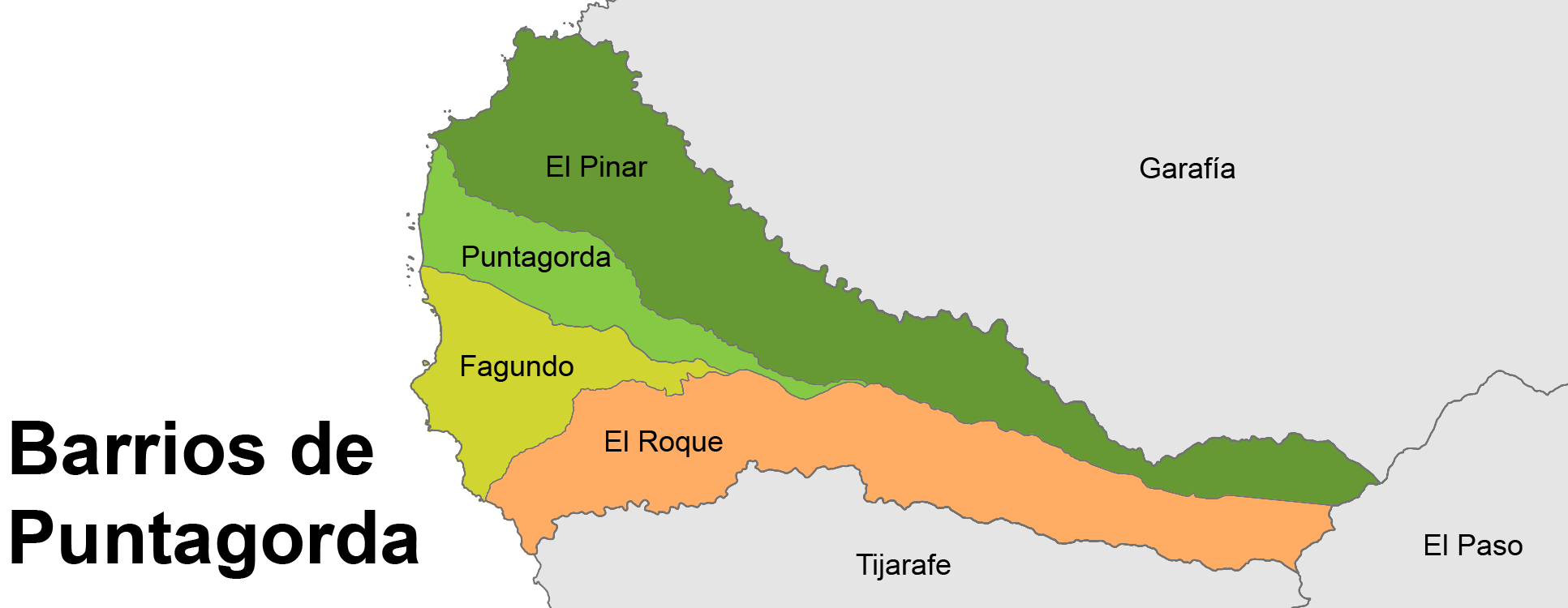
行政区划
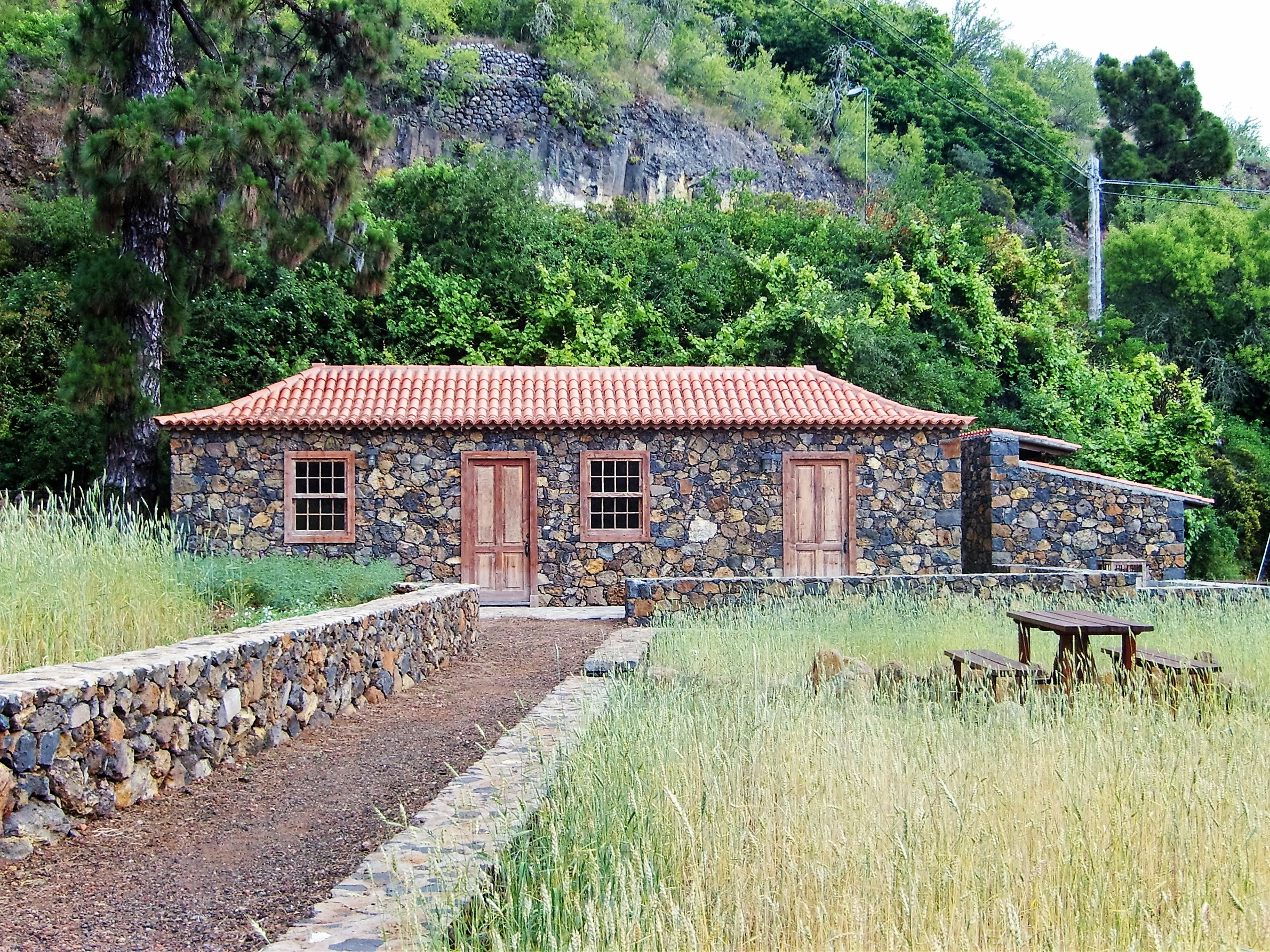
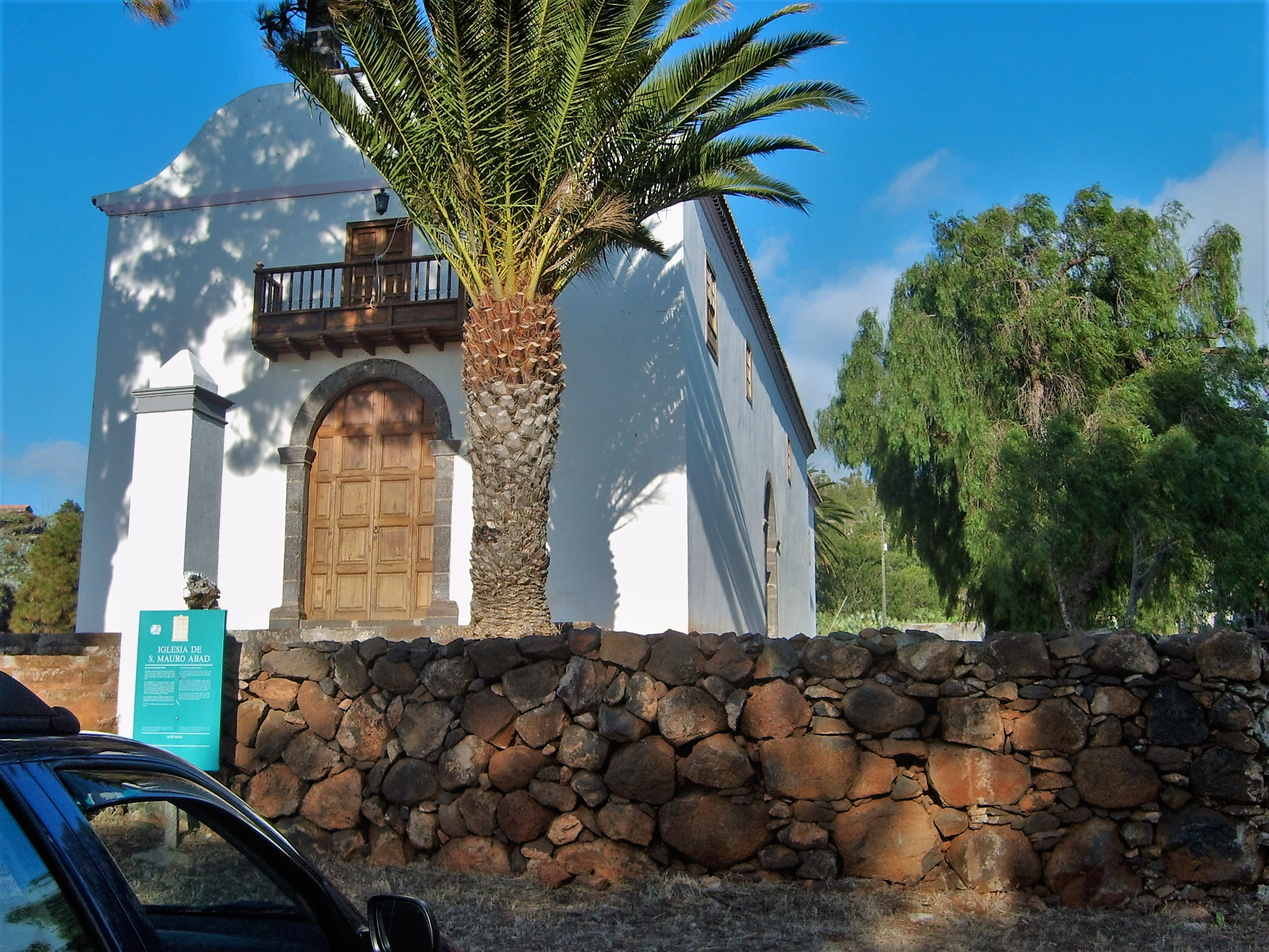